# ポンキッキーズ 30周年記念アルバム ガチャピン&ムックが選ぶ ポンキッキーズ・ベスト30
『ポンキッキーズ 30周年記念アルバム ガチャピン&ムックが選ぶ ポンキッキーズ・ベスト30』（ポンキッキーズ さんじゅっしゅうねんきねんアルバム ガチャピンアンドムックがえらぶ ポンキッキーズ・ベストさんじゅう）は、「ポンキッキシリーズ」の放送開始30周年を記念した、コンピレーション・アルバム。2004年2月18日にポニーキャニオンから発売された。

## 概要
発売前年の2003年に「ポンキッキシリーズ」の放送開始から30周年を記念して、「ひらけ!ポンキッキ」、「ポンキッキーズ」、「ポンキッキーズ21」で放送された楽曲の中から、ガチャピンとムックの2人が厳選した30曲を収録した、CD2枚組のコンピレーション・アルバム。

## 収録曲

### Disc 1
- CDの色は、緑。
- 1.たべちゃうぞ / ガチャピン
- 2.およげ! たいやきくん / 子門真人
- 3.いっぽんでもニンジン / なぎら健壱
- 4.ホネホネ・ロック / 子門真人
- 5.パタパタママ / のこいのこ
- 6.まる・さんかく・しかく / のこいのこ
- 7.カンフーレディー / 高田とも子、コスモス
- 8.あいうえおほしさま / うらいみさこ
- 9.おっぱいがいっぱい / ぶんけかな
- 10.ドキドキドン! 一年生 / ぶんけかな
- 11.十二支のうた / くらっぷ
- 12.からだ元気? / しょうじけいすけ
- 13.はたらくくるま2 / 子門真人
- 14.たなあげおんど / 大竹しのぶ
- 15.みんなともだち / 山崎清介、砂川直人

### Disc 2
- CDの色は、赤。
- 1.ロックン・オムレツ / 森高千里
- 2.歩いて帰ろう / 斉藤和義
- 3.夢のヒヨコ / 矢野顕子
- 4.夏の決心 / 大江千里
- 5.花子さんがきた!! / マユタン
- 6.ポポ（Radio Edit） / 電気グルーヴ
- 7.一寸桃金太郎 / シスターラビッツ
- 8.LET'S GO! いいことあるさ / SUPER P-kies
- 9.さあ冒険だ / 和田アキ子
- 10.シャナナナナナ / DICK LEE
- 11.Ja-nay / 鹿賀丈史
- 12.バブルバスガール / コニーちゃん
- 13.花まつり / 石井ビューティー
- 14.でたらめな歌 / 爆チュー問題
- 15.チビミミナガバンディクート / チビミミ